# Oftalmoscopio

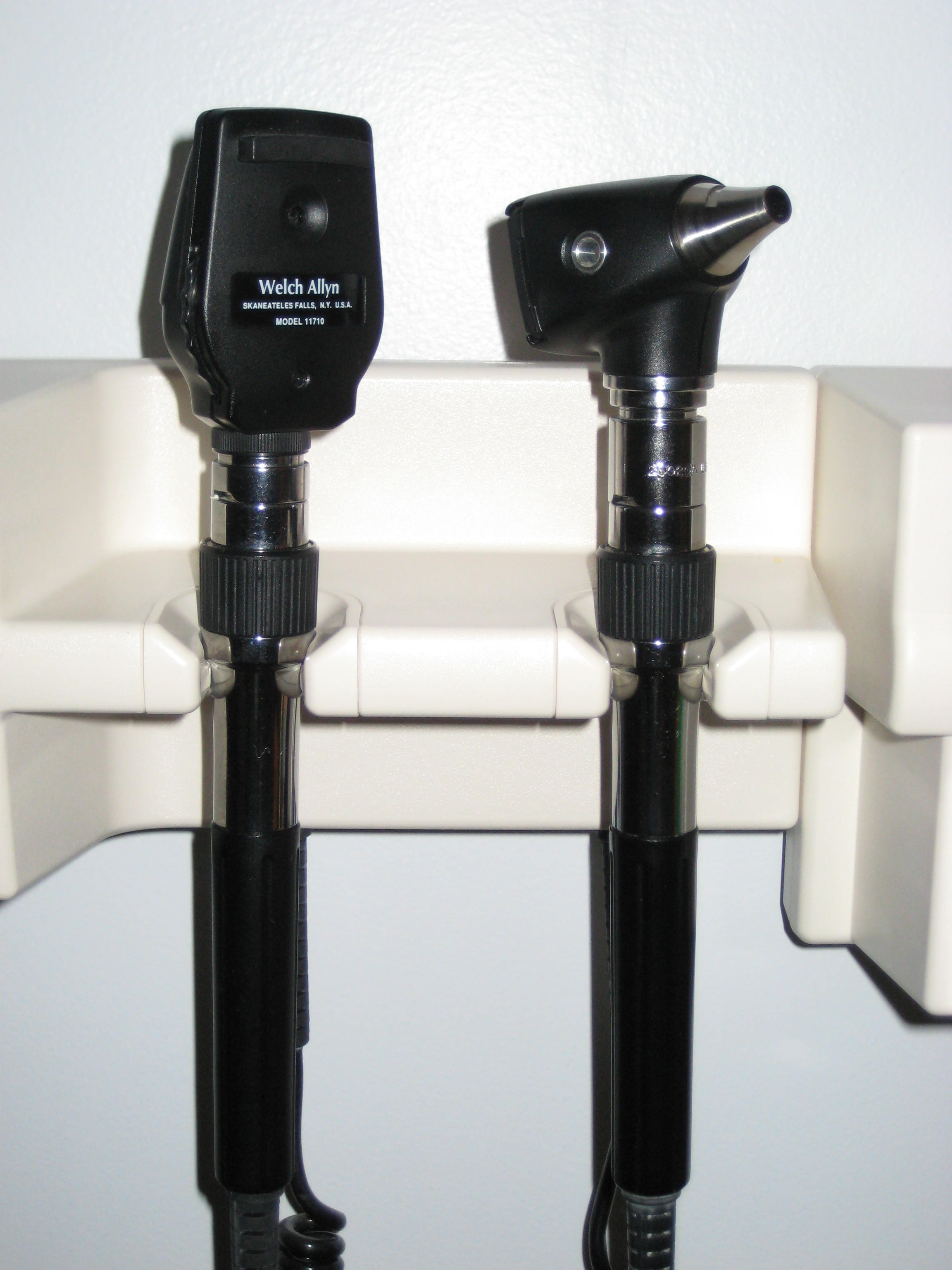
Oftalmoscopio (a sinistra nell'immagine) e otoscopio (destra)

L'oftalmoscopio è uno strumento che permette di osservare il fondo dell'occhio e dunque delle varie strutture che compongono la tonaca retinica del bulbo oculare.

## Descrizione
L'esame delle strutture interne dell'occhio mediante questo strumento è essenziale in alcune condizioni molto comuni (diabete, ipertensione) in cui la presenza di alterazioni dei vasi retinici (dilatazioni, tortuosità, emorragie), della macula e della papilla ottica possono dare indicazioni importanti sullo stato della malattia. L'esame viene detto appunto oftalmoscopìa o fundoscopìa e viene di solito eseguito in ambiente oscuro, previa dilatazione della pupilla con un midriatico.
È anche di fondamentale importanza nell'osservazione degli occhi dei neonati e dei bambini entro i 3 anni di età. In alcuni casi di malattie quali retinoblastoma congenito, cataratta congenita o glaucoma congenito - o quando queste malattie si presentano in un secondo momento rispetto alla nascita - tramite l'osservazione del fondo dell'occhio e della camera oculare è possibile stabilire se sia o no il caso di procedere con esami più specifici ed approfonditi allo scopo di iniziare il prima possibile una cura.
L'invenzione dell'oftalmoscopio si fa risalire a Charles Babbage nel 1847, ma lo strumento non fu utilizzato fino a quando Hermann von Helmholtz nel 1851 ne ideò, indipendentemente dal primo ricercatore, un tipo analogo che fu presentato alcuni anni più tardi a Bruxelles in un convegno di oculisti che ne riconobbero la grande utilità e ne diffusero l'uso.
Si trattava del cosiddetto oftalmoscopio indiretto, che prevede l'interposizione di una lente convessa tra osservatore e paziente. L'immagine che si ottiene è reale, rovesciata e ingrandita circa 3 volte.
Nel 1915, Willam Noah Allyn e Frederick Welch inventarono invece il primo oftalmoscopio diretto autoilluminato, precursore dell'apparecchio oggi utilizzato da tutti gli oculisti del mondo. Con l'oftalmoscopio diretto, l'immagine è virtuale, diritta e ingrandita circa 15 volte.